# Jacques Pousset de Montauban
Jacques Pousset de Montauban (Le Mans, 1610 – Parigi, 16 gennaio 1685) è stato un drammaturgo francese.

## Biografia
Jacques Pousset de Montauban nacque a Le Mans nel 1610, in una famiglia dell'alta borghesia, invece il titolo nobiliare lo ottenne successivamente, nel 1678.
Ricoprì alte cariche e fece una grande carriera nella magistratura e si avvicinò al teatro occasionalmente e con la capacità dell'appassionato dilettante dotato di ingegno,e profondo conoscitore di Nicolas Boileau e Jean Racine.
Le sue celebri arringhe per Bernard de la Guiche, per Daubriot de Courfaut, riscossero, comunque, maggiore risonanza delle sue opere drammaturgiche, eleganti e corrette.
Il complessivo delle sue opere teatrali, include tragedie, tragicommedie e drammi pastorali.
Tra le sue opere, in parte recitate dalla compagnia Molière, si ricordano la tragicommedia Séleucus (1652), tragedia Zenobie, reyne d'Armenie (1653), la tragedia Indégonde (1654), il dramma pastorale Les charmes de Félicie (1654), la tragicommedia Le comte de Hollande (1654), e la commedia Les aventures et le mariage de Panurge (1674), prima opera teatrale ispirata a François Rabelais.

## Opere
- Séleucus (1652);
- Zenobie, reyne d'Armenie (1653);
- Indégonde (1654);
- Les charmes de Félicie (1654);
- Le comte de Hollande (1654);
- Les aventures et le mariage de Panurge (1674).